# سوتلیچ
سوتلیچ (به صربی: Svetlić) یک منطقهٔ مسکونی در صربستان است که در توپولا واقع شده‌است. سوتلیچ ۴۱۷ نفر جمعیت دارد.